# Gerardo Ruiz Esparza
Gerardo Ruiz Esparza (Ciudad de México, 22 de abril de 1949-Ciudad de México, 1 de abril de 2020) fue un abogado y funcionario público mexicano. Se desempeñó como secretario de Comunicaciones y Transportes durante el sexenio del presidente Enrique Peña Nieto de 2012 a 2018.

## Primeros años
Gerardo Ruiz Esparza nació el 22 de abril de 1949 en la Ciudad de México. Estudió la licenciatura en derecho en la Universidad Nacional Autónoma de México (UNAM), una maestría en derecho en la Universidad de Míchigan, Estados Unidos, y una especialidad en Administración Pública en la misma institución.

## Primeros cargos públicos
De 1970 a 1975 fue asesor jurídico del Banco de México, en 1976 fue delegado de esa institución ante el Fondo de Fomento de las exportaciones de productos manufacturados (Fomex). De 1977 a 1978 fue subdirector jurídico de la dirección de deuda pública y de 1978 a 1981 fue subdirector de política financiera en la Secretaría de Hacienda y Crédito Público (SHCP).
Trabajó en el gobierno del Estado de México como secretario general de gobierno de 1981 a 1987, durante el mandato de Alfredo del Mazo González como gobernador y de Alfredo Baranda García como gobernador interino. Fue coordinador general de giras de la presidencia de la república en 1988 y coordinador general del Instituto del Fondo Nacional de la Vivienda para los Trabajadores (INFONAVIT) en el Distrito Federal de 1989 a 1991.
Trabajó para el Instituto Mexicano del Seguro Social (IMSS) como director jurídico de 1991 a 1993 y como director de administración de 1993 a 1997. Fue director jurídico Aeropuertos y Servicios Auxiliares en 1998 y director de administración de la Comisión Federal de Electricidad (CFE) de 1999 a 2005.
Fue secretario de comunicaciones del gobierno del Estado de México de 2005 a 2011, durante el gobierno de Enrique Peña Nieto.
En julio de 2019, la Fiscalía General de la República (FGR) ratificó una investigación a Ruiz Esparza, por su presunta implicación en actos de corrupción vinculados con La estafa maestra, de la Secretaría de Desarrollo Social.[cita requerida]
Falleció a los setenta años en un hospital de Ciudad de México el 1 de abril de 2020, a causa de un infarto cerebral que le aquejaba desde el 30 de marzo de ese año.